# نیروگاه برق آبی گینه
نیروگاه برق آبی گینه (به لاتین: Gouina Hydroelectric Plant) یک نیروگاه برقابی در مالی است که در Diamou, Kayes Region واقع شده‌است.